# Château de Marly
Château de Marly (česky Zámek v Marly) byl postaven v letech 1679–1696 pro krále Ludvíka XIV., jako odpočinkové sídlo. Zámek se nacházel u obce Marly-le-Roi, v polovině cesty mezi královskými zámky Versailles a Saint-German-en-Laye. Zbořen byl na začátku 19. století.

## Historie
Na jaře roku 1679 započaly přípravné stavební práce. V květnu, ještě před tím, než se Ludvík XIV. přestěhoval se svým dvorem do Versailles, obhlížel pozemky mezi Versailles a Saint-German-en-Laye. Podmínkou bylo aby mohl být pozemek dobře zavlažován a také s dobrým výhledem. Nakonec byly vybrány dvě parcely u Marly. Samotná vesnice poté byla králem přejmenována na Marly-le-Roi.
Na nových pozemcích bylo rozhodnuto postavit soukromé sídlo pro krále. Tento úkol dostal architekt Jules Hardouin-Mansart a malíř Charles Le Brun. Celý zámek byl koncipován tak, že uprostřed se nacházela budova pro krále, menší než bylo běžně obvyklé a kolem dvanáct menších budov pro pozvané hosty. Obecně platilo, že obdržet pozvání k příjezdu do Marly bylo vysoce ceněno. Automaticky do Marly nemohli přijet ani princové královské krve. Ludvík panství v Marly využíval k odpočinku od Versailles a v pozdějších letech vlády zde trávil více, než třetinu roku.
Vévoda de Saint-Simon ve svých pamětech popsal zámek v Marly retrospektivně. Na konci roku 1715, kdy psal o zámku v Marly, již panství ztrácelo na svém lesku.
| „                                        | Rozkvět sídla v Marly skončil letos, po králově smrti. Královi dědici zjistili, že na severní straně zámek vlhne, a postupně na panství prakticky přestali jezdit. | “ |
| — Louis de Rouvroy vévoda de Saint-Simon | |   |

Král Ludvík XVI. panství a zámek naposledy navštívil 23. června 1789. Po pádu monarchie propadl státu. Revoluční Francie neshledala panství zajímavé coby národní majetek, a proto bylo prodáno do soukromých rukou. Zámek byl zbořen v roce 1806. V roce 1811 panství koupil císař Napoleon. Byl změněn účel panství a v Marly se začaly pořádat hony pro nejvyšší představitele státu. K obnově budov však nedošlo. Postupně zde lovili i další francouzští králové, císaři i prezidenti, od Karla X. až po Françoise Mitteranda. V roce 2009 byly fragmenty zámeckého areálu zařazeny na seznam francouzských národních památek. Zahrady spadají pod správu zámku a zahrad ve Versailles.

### Ohlasy
Podle zámku nese jméno francouzský výrobce parfémů Parfums de Marly.

## Galerie

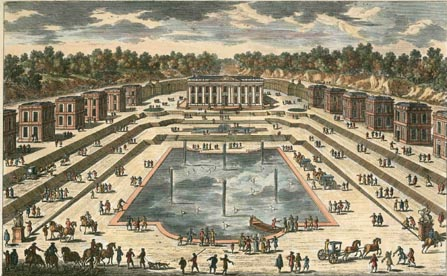
Zámek v roce 1689
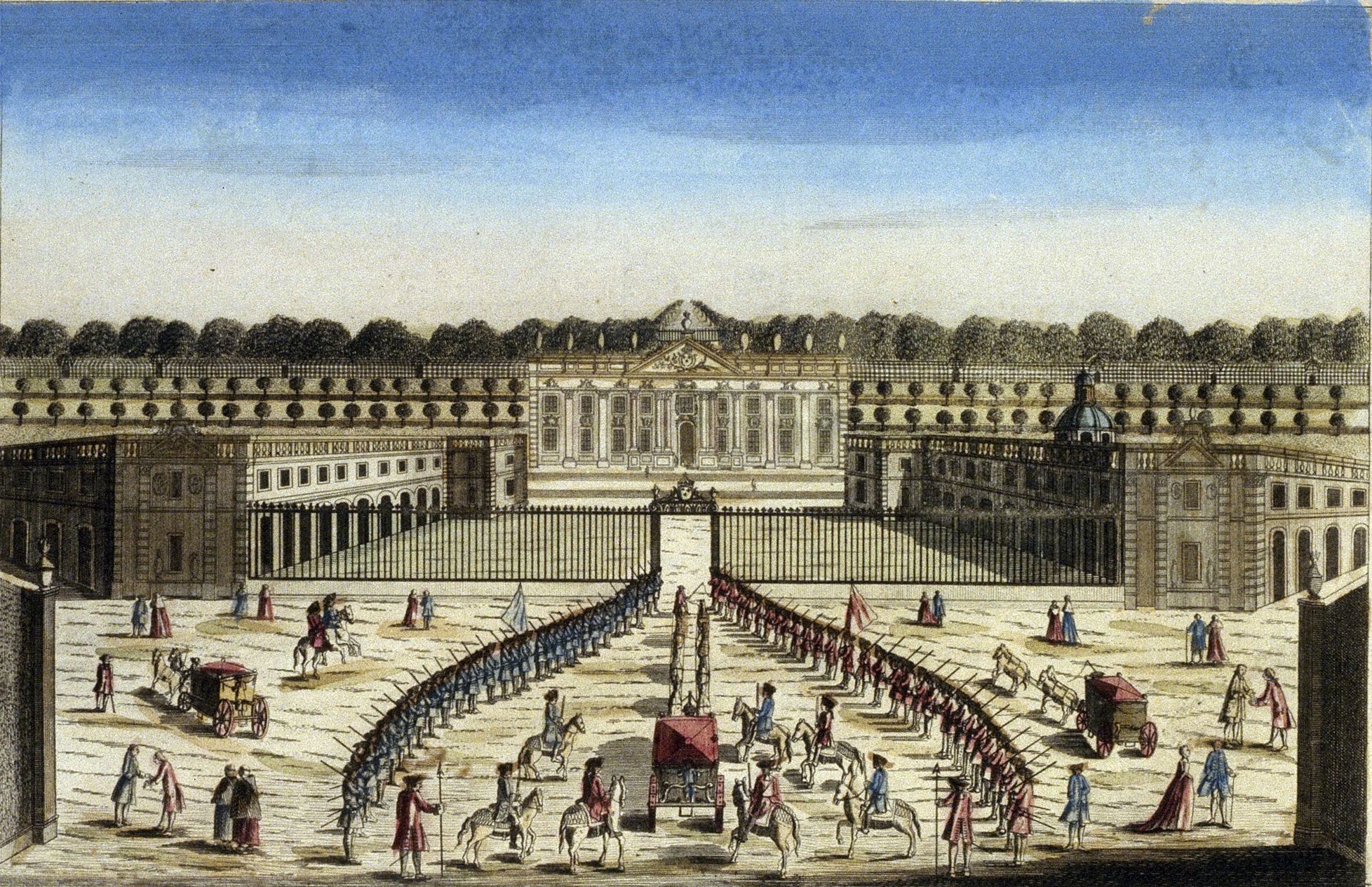
Zámek v Marly, čestný dvůr
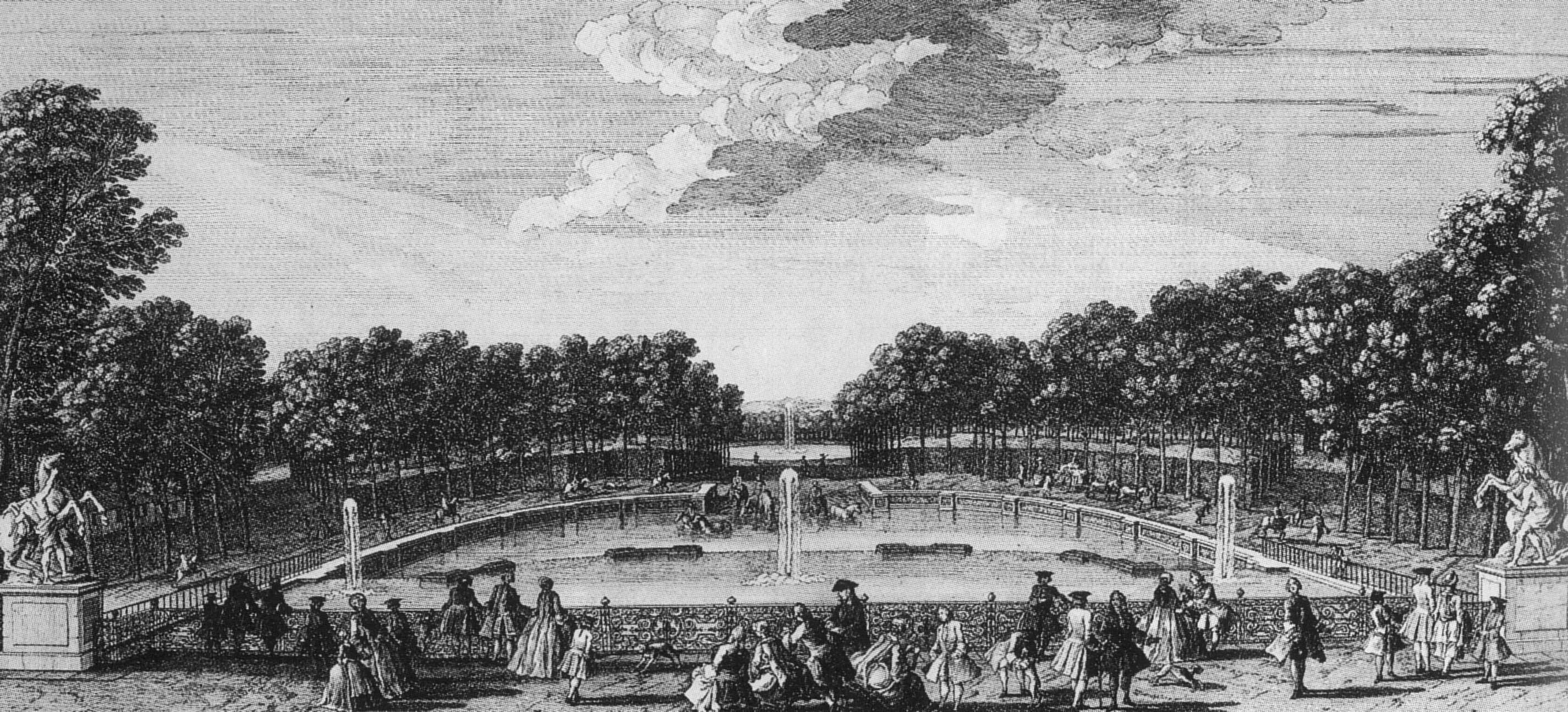
Vodní nádrž pro koně, dobová rytina
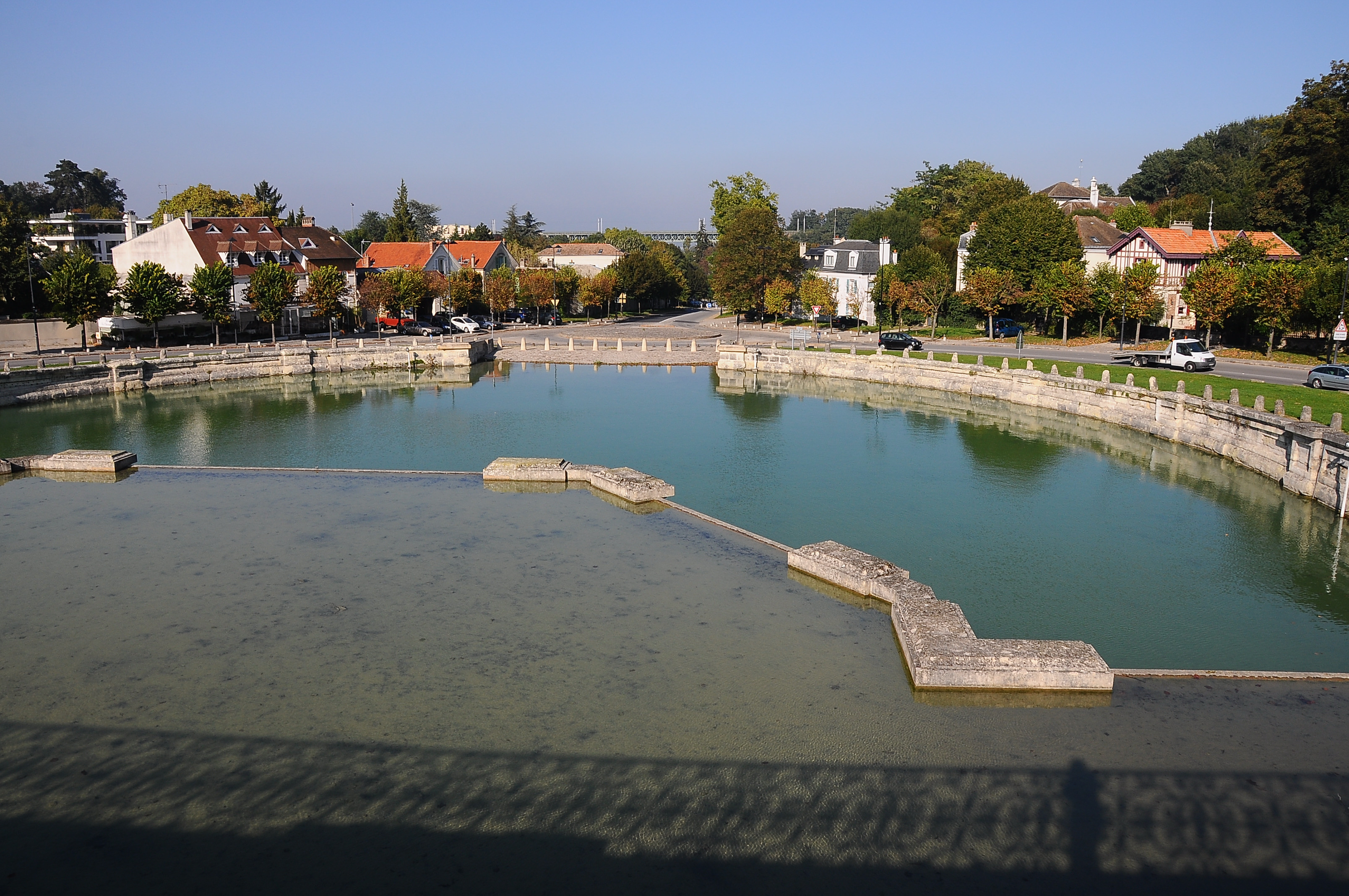
Vodní nádrž, již obklopená zástavbou obce Marly-le-Roi